# Metriocera
Metriocera là một chi bướm đêm thuộc họ Geometridae.